# Gonzalo Bueno (Fußballspieler)
Gonzalo Bueno, vollständiger Name Gonzalo Diego Bueno Bingola, (* 16. Januar 1993 in Montevideo) ist ein uruguayischer Fußballspieler.

## Karriere

### Verein
Der 1,75 Meter große Offensivakteur Gonzalo Bueno ist der Sohn des ehemaligen Fußballspielers und heutigen Trainers Gustavo Bueno. Mit Darío Pereyra, dem Cousin seines Vaters, hat er einen weiteren prominenten Verwandten im uruguayischen Fußball. Er steht mindestens seit der Clausura 2011 im Erstligakader Nacional Montevideos. Für die Bolsos bestritt er seither 51 Partien in der Primera División, in denen er 14 Tore erzielte. Zudem absolvierte er zehn Begegnungen der Copa Libertadores. In diesem Wettbewerb trat er dreimal als Torschütze in Erscheinung. In den Spielzeiten 2010/11 und 2011/12 wurde er mit seiner Mannschaft jeweils Uruguayischer Meister. Am 16. August 2013 wurde vermeldet, dass sich Bueno dem russischen Verein Kuban Krasnodar anschließt und einen Fünfjahresvertrag unterschreibt. Die seitens Nacional erzielte Ablösesumme wird mit "mehr als vier Millionen Dollar" angegeben. Ein Spiel im nationalen Pokalwettbewerb, drei Einsätze in der Europa League und ebenfalls drei in der nationalen Liga kann er für den russischen Klub vorweisen. Zum Jahresanfang 2015 kehrte er auf Leihbasis zu Nacional Montevideo zurück. Dort wurde er in der Spielzeit 2014/15, in der sein Verein die Landesmeisterschaft gewann, siebenmal (ein Tor) in der höchsten uruguayischen Spielklasse und einmal (kein Tor) in der Copa Libertadores 2015 eingesetzt. Ende August 2015 wurde er für eine Spielzeit an den portugiesischen Klub União Madeira ausgeliehen. Dort absolvierte er lediglich ein Ligaspiel als Einwechselspieler und kam einmal im nationalen Pokalwettbewerb zum Einsatz (jeweils kein Tor). Am 10. Dezember 2015 wurde die sofortige, vorzeitige Vertragsauflösung bekannt gegeben. Anfang Januar 2016 trat er ein Engagement bei Estudiantes de La Plata an. Bei den Argentiniern bestritt er drei Erstligaspiele (kein Tor). Im Juli 2016 wechselte er zu Defensor Sporting. Saisonübergreifend kam er dort bislang (Stand: 7. August 2017) in 33 Erstligaspielen (elf Tore) zum Einsatz.

### Nationalmannschaft
2012 war Bueno Mitglied der Olympia-Nationalmannschaft Uruguays. An den Olympischen Sommerspielen in London nahm er jedoch nicht teil. In dieser Auswahlmannschaft debütierte nach Angaben der AUF am 25. April 2012 gegen Ägypten. Dies blieb sein einziger Einsatz. Bueno gehört der uruguayischen U-20-Auswahl an. Von seinem Debüt an, das er unter Trainer Juan Verzeri am 6. Juni 2012 im Spiel gegen die USA feierte, bestritt er nach Angaben der AUF insgesamt 20 Begegnungen mit der U-20 und erzielte zwei Treffer. (Stand: 5. Juli 2013) Er nahm mit dem Team an der U-20-Südamerikameisterschaft 2013 und an der U-20-Weltmeisterschaft 2013 teil. In beiden Turnieren wurde er jeweils fünfmal eingesetzt und schoss je ein Turniertor. Bei der WM war er somit am Gewinn der Vize-Weltmeisterschaft beteiligt.
Am 19. Mai 2015 wurde er von Trainer Fabián Coito für den vorläufigen Kader der U-22 nominiert, die im Juli 2015 bei den Panamerikanischen Spielen 2015 in Toronto antreten wird.

### Erfolge
- U-20-Vize-Weltmeister: 2013
- 3× Uruguayischer Meister: 2010/11, 2011/12, 2014/15